# Nezha Bidouane
Nezha Bidouane (Rabat, 18 september 1969) is een voormalige Marokkaanse atlete, die gespecialiseerd was in het hordelopen en de sprint. Ze werd tweemaal wereldkampioene 400 m horden, tweemaal Afrikaans kampioene 400 m horden en meervoudig Marokkaanse kampioene in diverse sprint- en hordeloopdisciplines. Ook nam ze driemaal deel aan de Olympische Spelen en won hierbij één bronzen medaille.
Ze is getrouwd met steeplechaseloper Abdelaziz Sahere.

## Biografie

### Wereldkampioene
Bidouane vertegenwoordigde Marokko op de 400 m horden tijdens de wereldkampioenschappen in 1991 en de Olympische Spelen in 1992, maar sneuvelde bij beide gelegenheden in de halve finale. In 1995 behaalde ze vier gouden medailles op de Pan-Arabische Spelen in Caïro.
Bidouane leverde de grootste prestatie van haar sportcarrière in 1997. Ze werd wereldkampioene 400 m horden op de WK van 1997 in Athene door de Jamaicaanse Deon Hemmings (zilver) en de Amerikaanse Kim Batten (brons) te verslaan. Ze was hiermee de eerste Marokkaanse vrouw die wereldkampioene werd. Een jaar later won ze de wereldbeker in Johannesburg.

### Zilver in een Afrikaanse recordtijd
Op de WK van 1999 in Sevilla miste Nezha Bidouane op een haar na de wereldtitel (slechts 1 honderdste van een seconde) en moest zij genoegen nemen met een tweede plaats achter de Cubaanse Daimí Pernía (goud). Met haar tijd van 52,90 s liep ze tevens een Afrikaanse record. Op de Olympische Spelen van Sydney in 2000 won ze een bronzen medaille achter de Russische Irina Anatoljewna Priwalowa (goud) en de Jamaicaanse Deon Hemmings (zilver).

### Tweede wereldtitel
In 2001 won Bidouane voor de tweede keer de wereldtitel op de 400 m horden in de Canadese stad Edmonton. In 53,34 versloeg ze de Russische Joelia Nosova (zilver) en de Cubaanse wereldkampioene Daimí Pernía (brons).
Op 6 oktober 2004 liep Nezha Bidouane in Algiers haar laatste wedstrijd, die ze met een overwinning afsloot. Begin 2005 beëindigde ze haar sportcarrière.

## Titels
- Wereldkampioene 400 m horden - 1997, 1999
- Afrikaans kampioene 400 m horden - 1990, 1998
- Pan-Arabische Spelen kampioene 100 m - 1995
- Pan-Arabische Spelen kampioene 200 m - 1995
- Pan-Arabische Spelen kampioene 100 m horden - 1995
- Pan-Arabische Spelen kampioene 400 m horden - 1995
- Middellandse Zeespelen kampioene 400 m horden - 1991, 1993, 1997
- Magreb kampioene 100 m - 1990
- Magreb kampioene 200 m - 1990
- Magreb kampioene 100 m horden - 1990
- Magreb kampioene 400 m horden - 1990
- Marokkaans kampioene 200 m - 1988, 1990, 1992, 1993
- Marokkaans kampioene 400 m - 1994
- Marokkaans kampioene 100 m horden - 1988, 1989, 1990, 1991, 1995
- Marokkaans kampioene 400 m horden - 1989, 1990, 1991, 1993, 1995
- Pan-Arabische Spelen juniorkampioene 100 m horden - 1986

## Persoonlijke records
Outdoor
| Onderdeel    | Prestatie    | Datum            | Plaats  |
| ------------ | ------------ | ---------------- | ------- |
| 100 m        | 11,78 s      | 26 augustus 1995 | Caïro   |
| 200 m        | 23,29 s (NR) | 30 augustus 1998 | Rieti   |
| 400 m        | 51,67 s (NR) | 1 september 1998 | Berlijn |
| 800 m        | 2.09,8       | 1996             |         |
| 100 m horden | 13,55 s (NR) | 12 augustus 1990 | Porto   |
| 400 m horden | 52,90 s (AR) | 25 augustus 1999 | Sevilla |

Indoor
| Onderdeel   | Prestatie    | Datum        | Plaats  |
| ----------- | ------------ | ------------ | ------- |
| 400 m       | 53,54 s (NR) | 7 maart 1997 | Parijs  |
| 60 m horden | 8,74 s (NR)  | 9 maart 1991 | Sevilla |

## Palmares

### 100 m
- 1995:  Pan-Arabische Spelen - 11,73 s

### 200 m
- 1995:  Pan-Arabische Spelen - 23,87 s

### 100 m horden
- 1986:  Pan-Arabische junioren Spelen - 15,20 s
- 1990:  Afrikaanse kamp. - 13,70 s
- 1995:  Pan-Arabische Spelen - 13,97 s

### 400 m horden
Kampioenschappen
- 1986:  Pan-Arabische junioren Spelen - 65,50 s
- 1990:  Afrikaanse kamp. - 57,17 s
- 1991:  Middellandse Zeespelen - 55,13 s
- 1992: 6e Wereldbeker - 58,30 s
- 1993:  Middellandse Zeespelen - 56,09 s
- 1994: 5e Wereldbeker - 57,35 s
- 1994:  Jeux de la Francophonie - 55,19 s
- 1995:  Pan-Arabische Spelen - 56,96 s
- 1997:  Middellandse Zeespelen - 55,01 s
- 1997:  WK - 52,97 s
- 1997: 5e Grand Prix Finale - 55,12 s
- 1998:  Afrikaanse kamp. - 54,24 s
- 1998:  Wereldbeker - 52,96 s
- 1999:  WK - 52,90 s
- 1999: 6e Grand Prix Finale - 54,94 s
- 2000:  OS - 53,57 s
- 2001:  Jeux de la Francophonie - 54,91 s
- 2001:  WK - 53,34 s
- 2001: 5e Grand Prix Finale - 55,05 s

Golden League-podiumplaatsen
- 1998:  Herculis - 53,23 s
- 1998:  Weltklasse Zürich - 53,31 s
- 1998:  Memorial Van Damme - 53,43 s
- 1999:  Golden Gala - 53,05 s
- 1999:  Meeting Gaz de France - 53,75 s
- 1999:  Memorial Van Damme - 53,78 s
- 1999:  ISTAF - 54,08 s
- 2000:  Golden Gala - 53,53 s
- 2001:  Golden Gala - 54,54 s
- 2001:  Bislett Games - 54,62 s
- 2001:  Weltklasse Zürich - 53,98 s
- 2001:  Memorial Van Damme - 53,96 s

1980: Bärbel Broschat ·
1983: Jekaterina Fesenko ·
1987: Sabine Busch ·
1991: Tatjana Ledovskaja ·
1993: Sally Gunnell ·
1995: Kim Batten ·
1997: Nezha Bidouane ·
1999: Daimí Pernía ·
2001: Nezha Bidouane ·
2003: Jana Pittman ·
2005: Joelia Petsjonkina ·
2007: Jana Rawlinson ·
2009: Melaine Walker ·
2011: Lashinda Demus ·
2013: Zuzana Hejnová ·
2015: Zuzana Hejnová ·
2017: Kori Carter ·
2019: Dalilah Muhammad ·
2022: Sydney McLaughlin  ·
2023: Femke Bol